# Pulpit Mountain
Pulpit Mountain (englisch für Kanzelberg, auch bekannt als Mount Pulpit, in Argentinien Monte Púlpito) ist ein 945 m hoher, markanter und rötlicher Berg am östlichen Ende von Coronation Island im Archipel der Südlichen Orkneyinseln. Er ragt 2,5 km westlich des Spence Harbour auf.
Der Falkland Islands Dependencies Survey (FIDS) nahm zwischen 1948 und 1949 Vermessungen und die deskriptive Benennung vor. Aus östlicher Blickrichtung erinnert der Berg an eine Kanzel.